# Glaresis canadensis
Glaresis canadensis es una especie de coleóptero de la familia Glaresidae.

## Distribución geográfica
Habita en Canadá y Estados Unidos.